# Exomiocarpon
Exomiocarpon là một chi thực vật có hoa trong họ Cúc (Asteraceae).

## Loài
Chi Exomiocarpon gồm các loài: